# Asarum mitoanum
Asarum mitoanum — вид квіткових рослин родини хвилівникових (Aristolochiaceae).

## Поширення
Ендемік Японії.